# Bamiyan-Tal
Das Bamiyan-Tal befindet sich im Zentrum Afghanistans auf einer Höhe von 2.500 Metern und gibt der dortigen Provinz den Namen.
Die Region ist das Zentrum des Siedlungsgebietes der Hazara, dem sogenannten Hazaradschat. In etwa vom 3. bis zum Ende des 10. Jahrhunderts n. Chr. gab es dort eine buddhistische Kultur, bei der zeitweise mehrere tausend buddhistische Mönche in in den Berg geschlagenen Wohnhöhlen oder Klostern gelebt haben. Das bekannteste Zeugnis aus dieser Zeit waren die beiden 53 und 35 m hohen stehenden Buddha-Statuen, die jedoch im Jahr 2001 von den Taliban zerstört worden sind. Darüber hinaus existieren eine Reihe von kulturellen Stätten sowohl aus dem buddhistisch als auch aus dem späteren islamisch geprägten Zeitalter des Tals, die von der UNESCO zum Weltkulturerbe erklärt wurden. Nachdem im Jahr 2002 die Taliban von der Macht gestürzt wurden, waren erhebliche Anstrengungen unternommen worden, um die im Tal vorhandenen Kulturdenkmäler langfristig zu erhalten.

## Geografie
Das 2.500 m hoch gelegene Tal liegt etwa 230 km nordwestlich von Kabul und trennt den Gebirgszug des Hindukusch von den Koh-e-Baba-Bergen. Durch das Tal fließt der gleichnamige Fluss, in den die Flüsse der beiden Seitentäler münden. Auf seiner Nordseite gibt es eine etwa 1,5 Kilometer lange, hohe, nahezu senkrechte Sandstein-Klippe, die von einem Gletscher geformt wurde. In diese Felswand wurden die Buddha-Statuen und die meisten der im Tal vorhandenen Wohnhöhlen gehauen. Im Tal selbst und an den Hängen finden sich zahlreiche weitere Ruinen aus früherer Zeit. Auch in den beiden Seitentälern, dem südöstlich der Felswand liegenden Kakrak-Tal und dem Foladi-Tal im Südwesten, finden sich archäologische Überreste.

## Geschichte
Begünstigt durch seine Lage an einer der Haupthandelsrouten vom Abendland nach China und Indien, hatte das Tal bereits in der Antike eine große strategische Bedeutung. In der Vergangenheit wurde es ein Halt für Handelskarawanen, eine bekannte künstlerische Stätte und war außerdem über Jahrhunderte ein großes buddhistisches Zentrum. Unter späterer islamischer Herrschaft erlangte Bamiyan ebenfalls große Bedeutung, bis das Tal von Dschingis Khan geplündert und völlig verwüstet wurde. Etliche Jahrzehnte vergingen bis wieder eine Stadt im Tal auftauchte, die jedoch nur mehr regionale Bedeutung erlangen konnte.

### Frühe Geschichte
Das Gebiet von Bamiyan gehörte zum persischen Achämenidenreich unter Dareios I. und lag an der südlichen Grenze der zwölften Satrapie dieses Reiches.
Alexander der Große passierte möglicherweise Bamiyan, als er im Jahr 329 v. Chr. auf seinem Eroberungsfeldzug den Hindukusch durchquerte. Diese Annahme ist jedoch bisher historisch nicht gesichert.

### Buddhistische Kultur

Blick aus einer der vielen Felsenzellen des einstigen Buddhistenklosters auf das Tal von Bamiyan und die Koh-e Baba Gebirgskette (ca. 1968)

Ashoka, Herrscher der altindischen Maurya-Dynastie, sandte laut einer alten Inschrift im Jahr 261 v. Chr. den buddhistischen Mönch Maharakkita in diese Region um das Gebiet zu missionieren. Dies war kurz bevor das Griechisch-Baktrische Königreich in der Region des nördlichen Hindukusch seine Unabhängigkeit erklärt hatte.
Unter der Herrschaft der Kuschana-Dynastie festigte sich der Buddhismus allmählich im Gebiet des Hindukusch. Zwischen dem 2. und 4. Jahrhundert n. Chr. entstanden entlang der damaligen Handelsrouten eine Reihe von buddhistischen Stätten – Stupas, Tempel und Klosterstätten, dies sowohl südlich als auch nördlich des Hindukusch-Gebirges. Bamiyan selbst sollte die größte und bekannteste dieser buddhistischen Stätten werden.
Der Zeitpunkt, an dem der Buddhismus bei Bamiyan selbst Einzug gehalten hat, ist jedoch nicht genau bekannt. Er wird zwischen dem 2. und 4. Jahrhundert n. Chr. angenommen. Auf das Ende des 4. Jahrhunderts datieren die ersten schriftlichen Überlieferungen, in denen der Name Bamiyan erwähnt wird.
Diese buddhistische Kunst wurde wesentlich durch die frühere weiter südlich entstandene Gandhara-Kultur und die indische Gupta-Kultur beeinflusst, wobei das Ergebnis dieser kulturellen Synthese in seiner Art einzigartig war. Die Gandhara-Kultur war bereits auf dem Rückzug beziehungsweise weitgehend kollabiert, als der Buddhismus hier eine Renaissance erlebte.

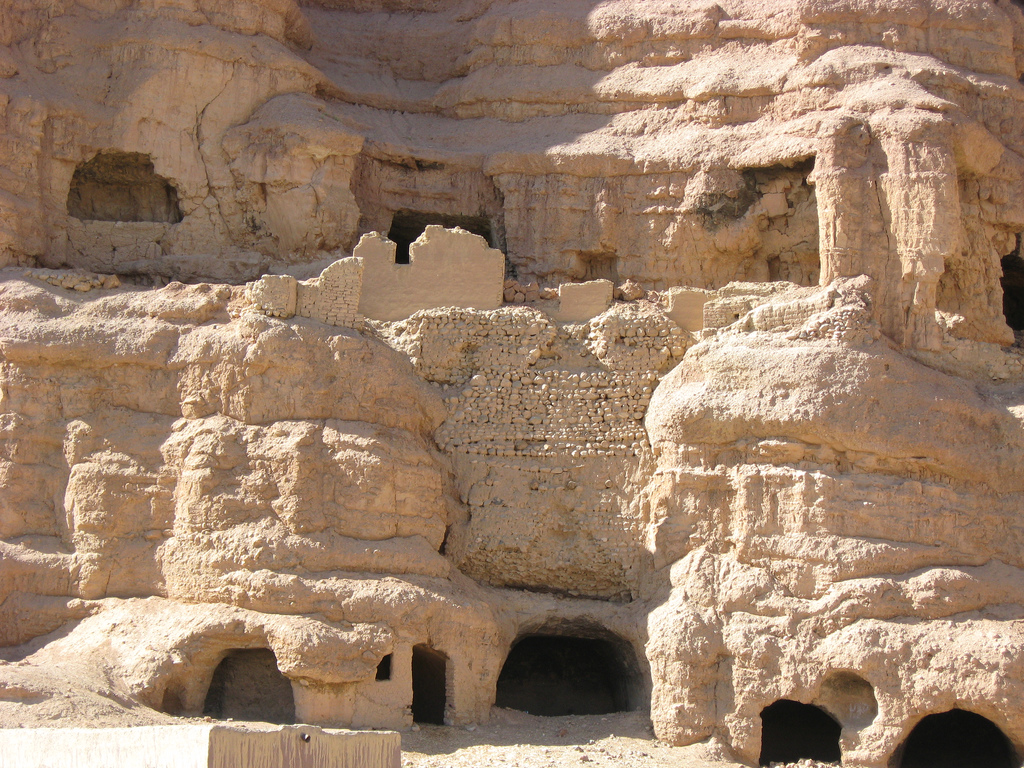
In die Felsklippen gehauene Höhlen, die als Wohnunterkünfte und Gebetsstätten benutzt wurden. Etwa 1.000 solcher Höhlen existieren im Tal.

Die beiden großen Buddha-Statuen wurden im 6. Jahrhundert in der großen Felswand an der Nordseite des Tals errichtet. Rund um die Figuren wurden Gänge und Galerien in den Fels gehauen und hunderte von Gebetshallen und Wohnhöhlen angelegt, die teils mit reichhaltigen Wandmalereien verziert wurden.
Die Zahl der gegenwärtig in Bamiyan vorhandenen Höhlen wird auf etwa 1.000 geschätzt. Deren Entstehungszeit wird auf die Periode von 450–850 n. Chr. datiert. Einige der Wandmalereien wurden als die ältesten bekannten Ölgemälde der Welt identifiziert, datiert auf das 7. Jahrhundert. Eine frühere Chronik schätzt die Anzahl auf 12.000 Höhlen, eine Zahl die für das Bamiyan-Tal alleine übertrieben ist, jedoch für die gesamte Region, inklusive rund 50 km an umgebenden Tälern, durchaus angemessen scheint.
In der Spätantike befand sich der angrenzende Raum überwiegend in der Hand von Stämmen, die zu den iranischen Hunnen gezählt werden und mit dem Sassanidenreich im Konflikt lagen. Nach 560 stiegen die Göktürken zur dominierenden Macht in Transoxanien auf.
Xuanzang, ein chinesischer Mönch, wanderte etwa um 630 n. Chr. durch das Tal, wurde vom König Bamiyans empfangen und verbrachte rund 15 Tage in Bamiyan. Er beschrieb die im Tal vorhandenen Buddha-Statuen, sowie auch die Lage einiger Tempelanlagen, wobei seine Angaben von der Wissenschaft als sehr exakt bestätigt wurden. Aufgrund von weiteren Aussagen Xuanzangs geht man davon aus, dass damals mindestens die Hälfte der heute bekannten eintausend Höhlen bewohnt gewesen sein müssen. Fast einhundert Jahre später, nämlich im Jahre 727, beschrieb der koreanische Mönch Hyecho (Hui Chao) Bamiyan als unabhängiges und mächtiges Königreich, trotz der Präsenz muslimisch-arabischer Truppen nördlich und südlich der Region.

### Islamische Herrschaft und Islamisierung
Bald nach Hyechos Besuch musste sich der König von Bamiyan jedoch den Truppen des Kalifats ergeben (siehe Islamische Expansion); dies war während der Regierungszeit von al-Mansur, dem zweiten Kalifen der Abbasiden. Trotz islamischer Herrschaft festigte sich der Islam zunächst nur sehr langsam in Bamiyan, da der buddhistische Glauben nicht sanktioniert wurde. Erst als die lokale Herrscherdynastie Bamiyans den Ghaznawiden unter der Regentschaft Sultan Mahmuds unterlag, wurde Bamiyan islamisiert. Dies war etwa in der Zeit der ersten Jahrtausendwende n. Chr. Damals wurde das Zentrum der Stadt Bamiyan vom Nordwesten des Tals, wo sich die Felsklippe mit den Buddha-Statuen befindet, weiter in Richtung Südosten verlegt. Auch einige der im Tal vorhandenen Festungsanlagen stammen aus dieser Zeit.
Unter der Herrschaft der Ghuriden war Bamiyan etwa 60 Jahre lang, nämlich von 1155 bis 1212, die Hauptstadt eines großen Königreichs, welches sich in nördlicher Richtung bis zum Oxus-Fluss (heutiger Amudarja) erstreckte.

### Niedergang durch Dschingis Khans Überfall
Wenige Jahre später verwüstete im Jahr 1221 Dschingis Khan die Stadt völlig und massakrierte deren Bewohner, da er Rache für seinen getöteten Enkel verübte. Von diesem Ereignis konnte sich Bamiyan lange Zeit nicht erholen. Selbst Jahrzehnte später war die Stadt laut einem Bericht eines persischen Historikers noch immer verwüstet.

### Wiederbesiedelung als regionales Zentrum
Ab dem Zeitalter der Timuriden soll es in Bamiyan wieder eine Stadt gegeben haben. Der generelle Rückgang des transkontinentalen Handels in dieser Zeit bewirkte jedoch, dass die Stadt nicht mehr auf ihre alte Größe wachsen konnte und keine überregionale Bedeutung mehr erlangen konnte.
Auch in der Zeit des Mogulreichs wird Bamiyan in den Geschichtsbüchern wieder erwähnt, speziell im Zusammenhang mit Aurangzeb, der bei seinen Plünderungen die 53 m große Buddha-Statue mit Kanonen beschießen ließ.
In der Zeit der afghanischen Monarchie war Bamiyan ein Bollwerk in der zentralen Gebirgsregion. Die Gegend wurde damals jedoch immer noch von im Norden regierenden usbekischen Miren beansprucht. Sie forderten Tributzahlungen ein, hauptsächlich in Form von Lieferungen von Sklaven aus den Hazara Stämmen der umliegenden Berge.

### Jüngere Geschichte

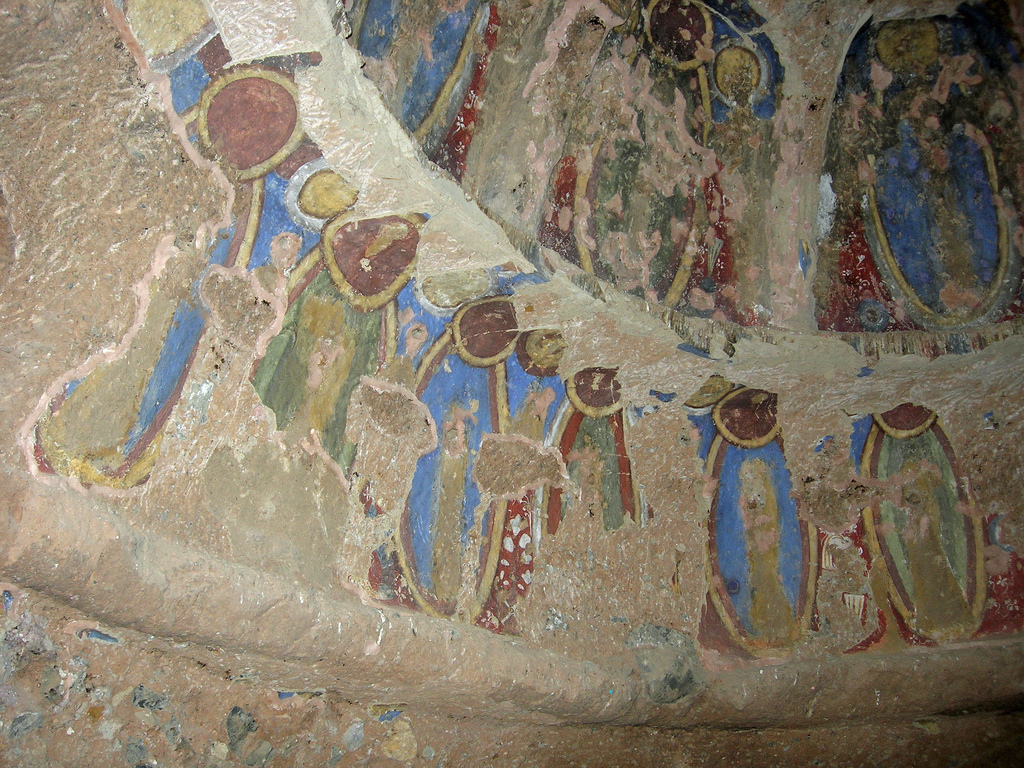
Viele der in den Höhlen vorhandenen Wandmalereien – die teilweise zu den ältesten Ölgemälden der Welt zählten – wurden von den Taliban zerstört.

Bevor die Höhlen im 20. Jahrhundert systematisch von Archäologen untersucht worden sind, haben tausende Nomaden sie als Wohnunterkünfte verwendet. Auch etwa 2.500 Bürgerkriegsflüchtlinge haben jahrelang in den Höhlen gelebt.
Während des afghanischen Bürgerkriegs war das Bamiyan-Tal ein strategisch bedeutender Ort, der öfters umkämpft war. Damals wurden viele der Höhlen jahrelang als Munitionsdepots beziehungsweise Waffenlager genutzt.
Am 12. März 2001 sprengten Taliban-Milizen auf Anordnung von Mullah Mohammed Omar die Statuen, die bereits in den Jahren zuvor Vandalismusschäden davongetragen hatten. Auch 80 % der Höhlenmalereien wurden im Laufe des Krieges zerstört oder geplündert, wie sich im Jahr 2002 herausstellte.
Nachdem die Taliban Afghanistan im Jahr 2021 zurückerobert hatten, wurde Kunstschätze aus einem Museum in Bamiyan geplündert.
Das Bamiyan-Tal ist seit jeher Lebensraum der Hazara, das Nomadenvolk der Kutschi beansprucht ebenfalls die Region. In den letzten Jahren führte diese früher friedliche Koexistenz aufgrund von Ressourcenknappheit wiederholt zu teilweise gewaltsamen Konflikten.

## Heutige Stadt Bamiyan
Die Stadt Bamiyan ist die einzige urbane Siedlung in der gesamten Provinz Bamiyan. Die Volkszählung im Jahr 1979 ergab 7355 Einwohner. Sie wurde im Jahr 1964 zum Zentrum der damals neu geschaffenen Provinz Bamiyan. Die Stadt wuchs rapide, litt jedoch gleichzeitig unter dem Fehlen eines Flächennutzungsplans. Der Basar Bamiyans umfasste damals etwa 300 bis 400 Geschäfte und es gab zweimal wöchentlich einen stark frequentierten Markt.
Unweit südlich der Stadt existiert ein Flugplatz, dessen Landebahn eine einfache Schotterpiste ist.

## Historische Stätten
Die zahlreichen Überreste von Klöstern, ausgemalten Höhlen, Statuen und Festungsanlagen stehen seit 2003 auf der UNESCO-Liste des Weltkulturerbes. Gleichzeitig wurden sie auch auf der Roten Liste des gefährdeten Welterbes eingetragen.
Zur geschützten Welterbestätte gehören im Einzelnen:
- Die berühmten Buddha-Statuen von Bamiyan aus dem 6. Jahrhundert. Rund um die Nischen der beiden 53 und 35 Meter hohen, zerstörten Statuen sind mindestens 900 Höhlen in den Fels gemeißelt, geschmückt mit Fresken und Stuckarbeiten.
- Die islamische Festung Schahr-i Suhak etwa 15 km östlich der Klippe aus der Zeit der Ghaznawiden und der Ghuriden (10. bis 13. Jh.).
- Die Überreste von Qallai Kaphari etwa 12 km östlich der Klippe mit Schutzmauern, Türmen und Zitadellen.
- Die befestigte Zitadelle Schahr-e Gholghola auf einem Hügel in der Talmitte (6. bis 10. Jh.).
- Das Kakrak-Tal etwa 3 km südöstlich der Klippe enthält über 100 Höhlen aus dem 6. bis 13. Jahrhundert, Reste einer 10 Meter hohen Buddha-Statue sowie einen Altar mit Malereien aus der Zeit des Sassanidenreiches.
- Die Höhlen im Foladi-Tal etwa 2 km südwestlich der Klippe, vor allem die verzierten Höhlen Qoul-i Akram und Kalai Ghamai.

## Erhaltungsmaßnahmen

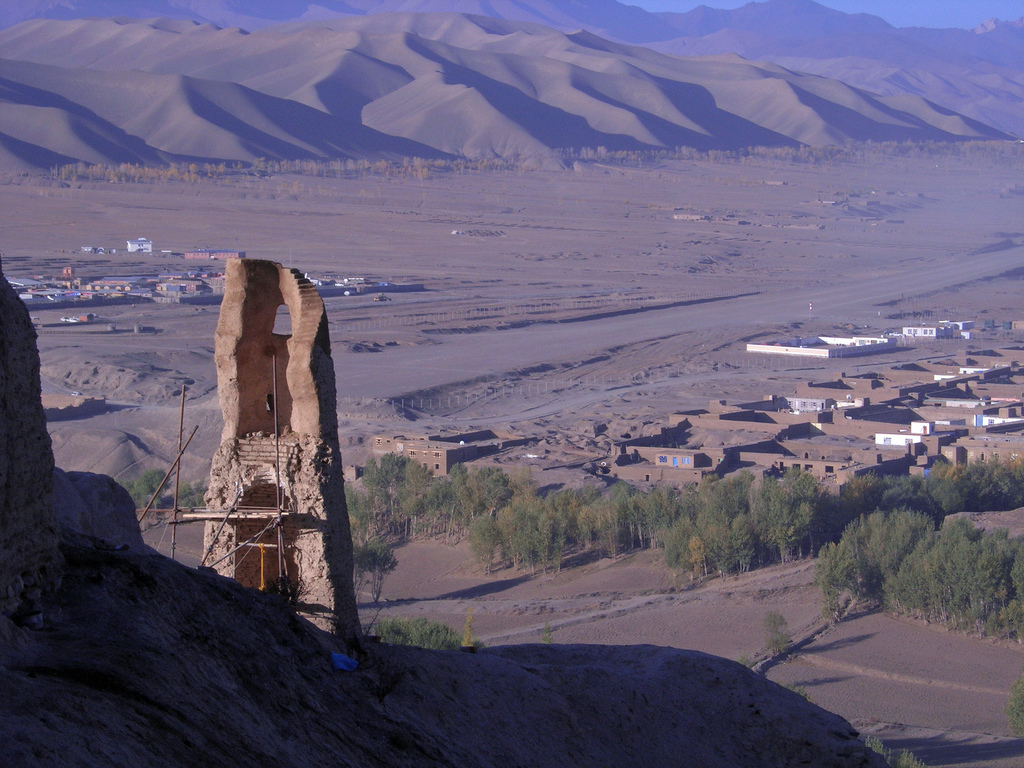
Renovierungsarbeiten an einem historischen Monument. Im Hintergrund die Ausläufer des südlich des Tals liegenden Koh-i-Baba-Gebirgsmassivs

Im Rahmen der Anstrengungen der UNESCO zum Schutz des kulturellen Erbes in Afghanistan wurden erhebliche Hilfsgelder aufgebracht, um die Denkmäler zu retten. Dabei wurden etwa die einsturzgefährdeten Nischen der Buddha-Statuen abgesichert und deren Trümmer sichergestellt und noch vorhandene Wandmalereien in den Höhlen konserviert.
Zwei Archäologenteams führen im Tal seit Jahren groß angelegte Ausgrabungen durch. Dabei wurden bereits mehrere Klosterstätten freigelegt, die auch den Fund einer in Resten erhaltenen, 19 Meter großen, liegenden Statue ergaben. Außerdem wurden auch bei der großen Stupa Bamiyans Ausgrabungsarbeiten durchgeführt. Die Archäologen suchen unter anderem auch nach einer im Tal vermuteten, etwa 300 Meter langen Darstellung eines schlafenden Buddhas. (siehe auch: Buddha-Statuen von Bamiyan)
Im Jahr 2005 wurde das durch japanische Gelder finanzierte Bamiyan Training Centre for Cultural Heritage Conservation eröffnet. Längerfristig ist auch geplant im Tal ein Museum zu eröffnen. Die UNESCO versucht außerdem die im Tal vorhandenen archäologischen Stätten zu erfassen und auf Grundlage dessen dann einen detaillierten Flächennutzungsplan für das gesamte Tal zu entwickeln. Durch Förderung des Tourismus soll die langfristige Erhaltung der Denkmäler gesichert werden.

## Trivia
Seit 2011 finden in Bamiyan "Ski-Meisterschaften" statt. Es handelt sich um ein einmaliges Rennen mit Massenstart. Die ersten Skifahrer wurden 2011 mit modernem Material ausgerüstet. Offensichtlich benutzten aber Einheimische auch "Nachbildungen" von Skis um sich in den Bergen zu bewegen, zum Beispiel auf der Suche nach entlaufenen Haustieren.
Am 4. November 2016 fand ein Marathonlauf in Bamiyan statt, an dem erstmals Sportlerinnen teilgenommen haben.